# کوه پارناسوس
کوه پارناسوس (یونانی: Παρνασσός) یک کوه در بخش مرکزی یونان و در شمال خلیج کورنیس است.از این کوه چندین بار در اساطیر یونانی نام برده شده‌است. ارتفاع آن ۲۴۵۵ متر و در ضلع جنوب غربی آن مکان باستانی دلفی (شهر) قرار دارد.